# Seyrigia marnieri
Seyrigia marnieri är en gurkväxtart som beskrevs av Keraudr. Seyrigia marnieri ingår i släktet Seyrigia och familjen gurkväxter. Inga underarter finns listade i Catalogue of Life.